# 후치 네드발
후치 네드발은 이영도의 판타지소설 드래곤 라자에 화자이자 주인공이다. 라디오 드라마의 성우는 강수진. 헬턴트 영지출신에 17살 남성. 어머니는 어릴적에 아무르타트에게 죽었고 아버지는 초장이이다.
상당한 언변을 가진 인물로 작중에서도 이것으로 많은 위기를 극복한다. 그 외에도 초장이 집에서 태어나 초를 만드는 기술이나, 요리실력, 노래실력등도 뛰어나고 타이번이 준 OPG를 사용하기에 힘 또한 강력하다. 이러한 능력들에도 성격이나 정신력은 17세 소년이기에 독특한 캐릭터이다.
어릴적부터 칼 헬던트에게 교육을 받았으며 존경하는 듯한 모습을 보여준다. 연인으로는 제미니 스마인타그가 있으며, 그 외에도 후치를 사모하는 여성들이 작중에 종종 등장하는등 이성에게 인기가 좋다. 그런데도 작중 초반부에는 제미니와의 관계를 부정하는 등 10대 스러운 모습을 보여준다. 후치가 타고다니는 말에 이름도 제미니이다. 샌슨 퍼시발과는 나이차이가 나지만 작중 그런 모습은 거의 보이지 않으며 사실상 친구같은 관계이다. 이루릴 세레니얼과는 친구로 장중 둘의 대화는 인간과 엘프의 문화차이를 잘보여주는 대목이다.
아무르타트에게 어머니를 잃어 아무르타트를 증오한다. 작 초반부에 아버지와 병사들이 아무르타트에게 포로가 되었고 그들을 돌려받을 보석을 찾기위해 수도로 가면서 모험을 시작한다. 초반에는 그리 대단한 실력자는 아니었으나 이야기가 진행되며 점점 실력자로 변해간다.